# 청주 지씨
청주 지씨(淸州 池氏)는 충청북도 청주시를 본관으로 하는 한국의 성씨이다.

## 연원
청주지씨 시조는 3가지 계통이 있다.
1. 고려 고종때에 시중을 지낸 지순(?~?)
2. 고려 대장군을 지낸 지윤심(?~?)
3. 고려 인물 지도관(?~?)